# Acacia blaxellii
Acacia blaxellii é uma espécie de leguminosa do gênero Acacia, pertencente à família Fabaceae.